# Gryon dicaeum
Gryon dicaeum är en stekelart som först beskrevs av Walker 1839.  Gryon dicaeum ingår i släktet Gryon och familjen Scelionidae. Inga underarter finns listade i Catalogue of Life.